# Aquarius (Haken)
Aquarius è il primo album in studio del gruppo musicale britannico Haken, pubblicato il 29 marzo 2010 dalla Sensory.

## Descrizione
Composto da sette brani, Aquarius è un concept album incentrato sulle vicende di un pescatore e del suo incontro con una sirena abbandonata da neonata dalla sua famiglia umana.
Il 3 febbraio 2017 la Inside Out Music ha pubblicato un'edizione rimasterizzata dell'album nei formati doppio LP e doppio CD, quest'ultimo comprensivo di un CD bonus con le versioni strumentali.

## Tracce
Testi di Ross Jennings, musiche di Richard Henshall.

### Edizione del 2010
1. The Point of No Return – 11:27
2. Streams – 10:14
3. Aquarium – 10:40
4. Eternal Rain – 6:43
5. Drowning in the Flood – 9:28
6. Sun – 7:19
7. Celestial Elixir – 16:56

### Riedizione del 2017
CD 1/2 LP
1. The Point of No Return – 11:28
2. Streams – 10:16
3. Aquarium – 10:45
4. Eternal Rain – 6:38
5. Drowning in the Flood – 9:28
6. Sun – 7:20
7. Celestial Elixir – 17:01

CD 2
1. The Point of No Return (Instrumental Version) – 11:28
2. Streams (Instrumental Version) – 10:16
3. Aquarium (Instrumental Version) – 10:45
4. Eternal Rain (Instrumental Version) – 6:38
5. Drowning in the Flood (Instrumental Version) – 9:28
6. Sun (Instrumental Version) – 7:20
7. Celestial Elixir (Instrumental Version) – 17:01

## Formazione
Gruppo
- Ross Jennings – voce, arrangiamento
- Richard Henshall – chitarra, tastiera, arrangiamento
- Charles Griffiths – chitarra, arrangiamento
- Thomas MacLean – basso, arrangiamento
- Diego Tejeda – tastiera, arrangiamento
- Raymond Hearne – batteria, tuba, djembe, ocean drum, arrangiamento

Altri musicisti
- Marged Hall – arpa
- Dave Ruff – flauto
- Pablo Inda Garcia – clarinetto
- Daren Moore – tromba
- Alex Benwell – tromba
- Jon Roskilly – trombone
- Craig Beattie – trombone

Produzione
- Haken – produzione
- Misha Nikolic – registrazione della batteria
- Tommy Ashby – registrazione della strumentazione aggiuntiva
- Loz Anslow – registrazione della strumentazione aggiuntiva
- Christian Moos – missaggio
- Eroc – mastering